# Alajõe (Tartu)
Alajõe – wieś w Estonii, w prowincji Tartu, w gminie Vara.